# Rembrandttulp

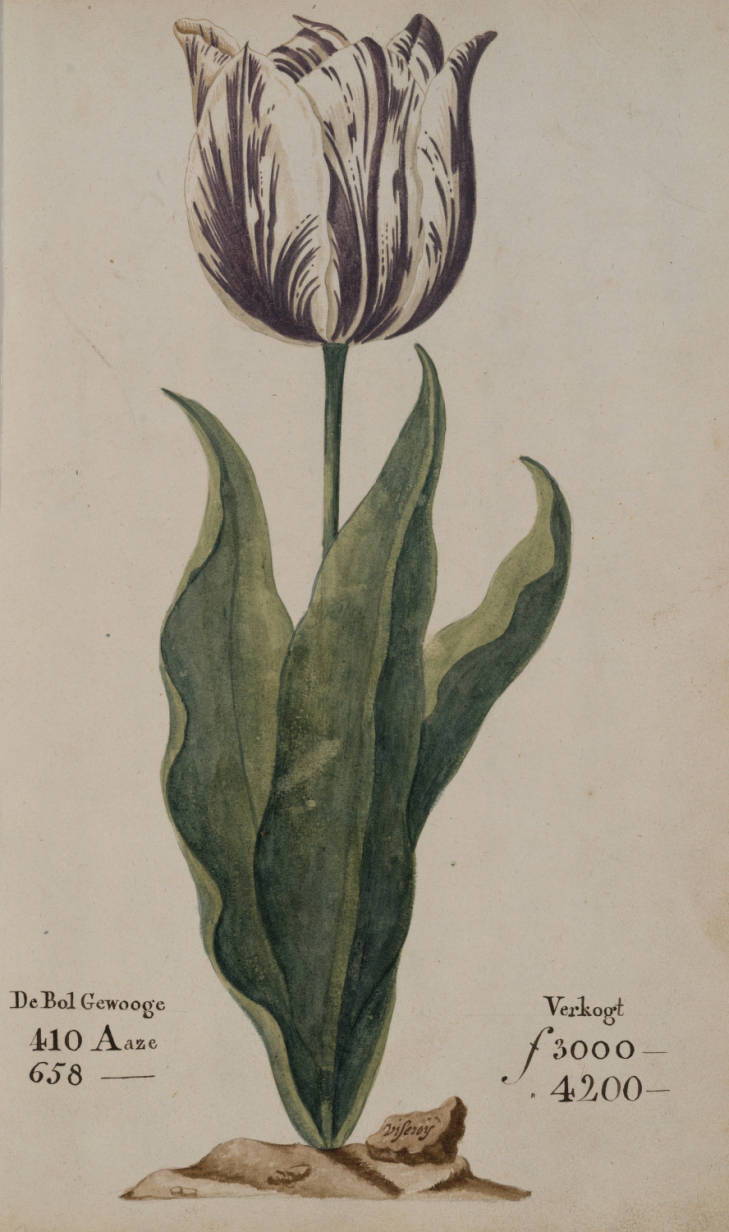
Een Rembrandt tulp, bekend als "the Viceroy", afgebeeld in 1637

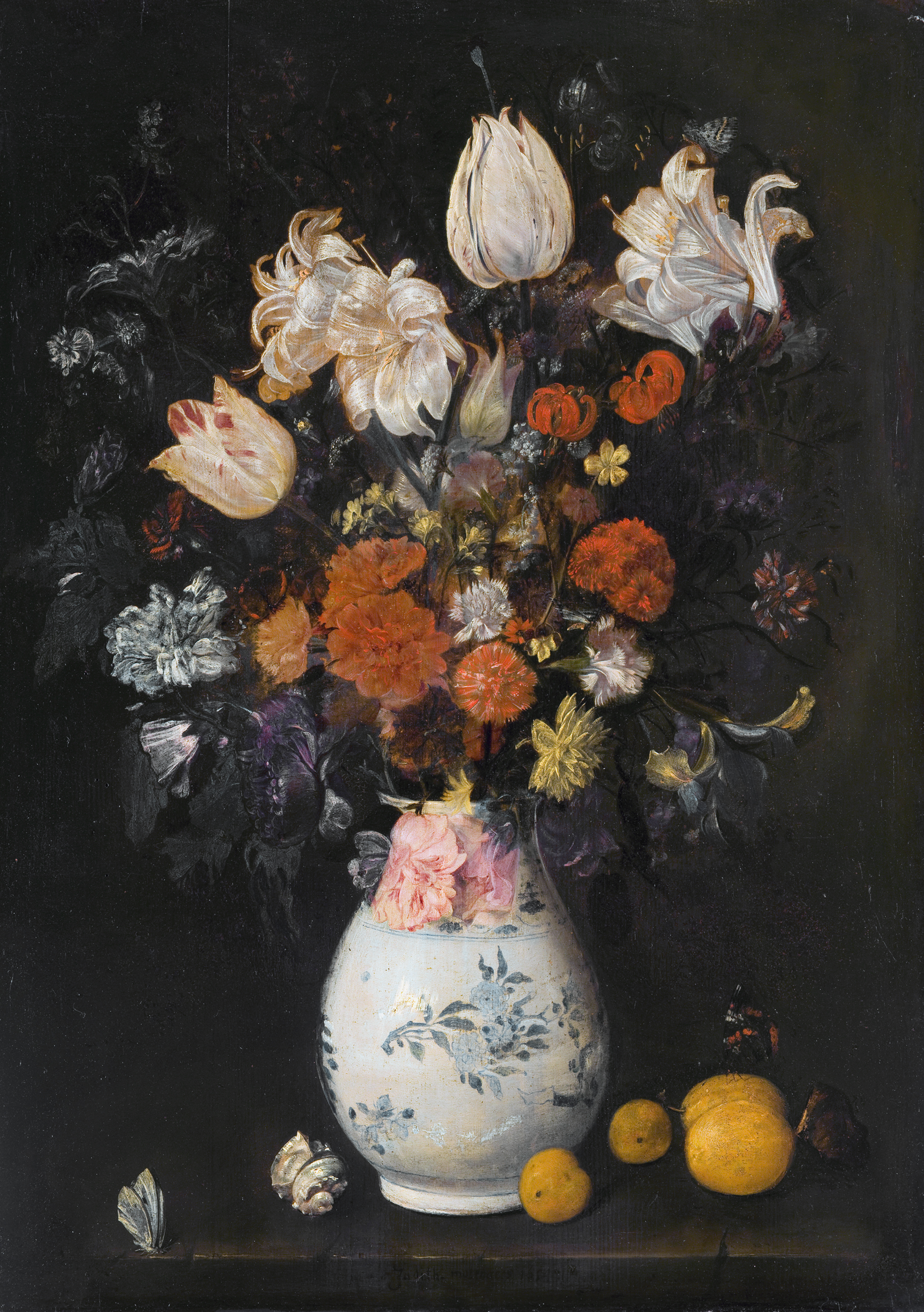
Judith Leyster: Blompotje, met Rembrandttulpen

De Rembrandttulp is een groep gekweekte tulpen die typische gevlamde kleurpatronen bezitten.
Dit type tulpen was in de 17e eeuw zeer geliefd. Het heeft geleid tot de tulpenmanie (1632-1637). De tulpen waren echter ziek. Het typische gevlamde kleurpatroon bleek te zijn ontstaan door een mozaïekvirus. Dit werd echter pas in 1928 ontdekt.
De oude Rembrandttulpen werden onder andere door schilders als Judith Leyster in stillevens verwerkt.
De huidige tulpen die onder de naam Rembrandt tulp in de handel zijn, hebben een geheel andere achtergrond: Ze zijn via selectie verkregen uit Darwin tulpen, en niet met een virus besmet. Daarnaast worden ook enkele besmette variëteiten aangehouden. Deze moeten echter zoveel mogelijk uit de buurt van gezonde tulpen worden gehouden.
De tulp is vernoemd naar de schilder Rembrandt van Rijn. Deze heeft echter nooit deze tulpen afgebeeld.